# Fonteinhof

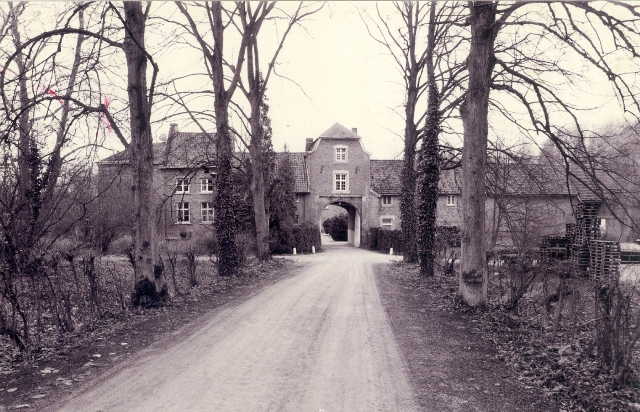
Fonteinhof in Gotem

Het Fonteinhof is een herenhoeve te Gotem een dorp in de Belgische provincie Limburg.
De kern van de hoeve is 17e-eeuws. Oorspronkelijk was de hoeve omgracht, en met de kerk verbonden door de Lindedreef, die nog steeds aanwezig is, evenals de (tegenwoordig droge) gracht. Naar verluidt zou hier in 1940 de productie van fruitsap door Looza zijn begonnen (de officiële geschiedenis van het merk begint in 1947).
De gebouwen zijn gegroepeerd rond een rechthoekig erf met mestvaalt. Het poortgebouw heeft een 17e-eeuwse kern, en werd verbouwd in 1746 of 1729, getuige een gevelsteen. Ook is er een pachterswoning en een woongedeelte met een kern uit de 17e eeuw. Hier zijn ook muurankers uit deze tijd te vinden. Van recenter datum zijn de bedrijfsgebouwen en de stallen.